# Holoplatys elegans
Holoplatys elegans är en spindelart som först beskrevs av Koch L. 1879.  Holoplatys elegans ingår i släktet Holoplatys och familjen hoppspindlar. Inga underarter finns listade i Catalogue of Life.